# Província de Brăila
La província de Brăila (IPA: [brə.'i.la]) és un judeţ, una divisió administrativa de Romania, a Muntènia, amb capital a Brăila.

## Límits
- Província de Tulcea a l'est.
- Província de Buzău a l'oest.
- Província de Galaţi i província de Vrancea al nord.
- Província de Ialomiţa i província de Constanţa al sud.

## Demografia
El 2002, tenia 373,174 i una densitat de població de 78 h/km².
- Romanesos - 98%[1]
- Rroma, russos, lipovans, aromanesos i altres.

| Any  | Població |
| ---- | -------- |
| 1948 | 271,251  |
| 1956 | 297,276  |
| 1966 | 339,954  |
| 1977 | 377,954  |
| 1992 | 392,031  |
| 2002 | 373,174  |

## Divisió Administrativa
La província té 1 municipalitat, 3 ciutats i 40 comunes.

### Municipalitat
- Brăila

### Ciutats
- Ianca
- Însurăței
- Făurei

### Comunes
| - Bărăganul - Berteştii de Jos - Bordei Verde - Cazasu - Chiscani - Ciocile - Cireşu - Dudeşti - Frecăţei - Galbenu | - Gemenele - Grădiştea - Gropeni - Jirlău - Măraşu - Măxineni - Mircea Vodă - Movila Miresii - Racoviţa - Râmnicelu | - Romanu - Roşiori - Salcia Tudor - Scorţaru Nou - Siliştea - Stăncuţa - Surdila-Găiseanca - Surdila-Greci - Şuţeşti - Tichileşti | - Traian - Tudor Vladimirescu - Tufeşti - Ulmu - Unirea - Vădeni - Victoria - Vişani - Viziru - Zăvoaia |